# Abrar Alvi

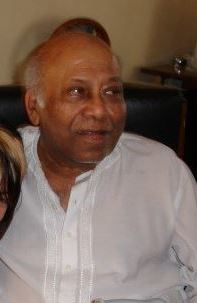
Abrar Alvi in una fotografia del 2007

Abrar Alvi (1º luglio 1927 – Mumbai, 18 novembre 2009) è stato uno sceneggiatore e regista indiano.

## Filmografia parziale

### Sceneggiatore
- Fiori di carta (Kaagaz Ke Phool) (1959)
- Chaudhvin Ka Chand (1960)
- Professor (1962)
- Baharen Phir Bhi Aayengi (1966)
- Manoranjan (1974)
- Hamare Tumhare (1979)
- Guddu (1995)

### Regista
- Sahib Bibi Aur Ghulam (1962)

## Premi
- 1962: National Film Awards: President's silver medal for Best Feature Film in Hindi
- 1962: Filmfare Best Director Award (Sahib Bibi Aur Ghulam)